# Crisanto Darío Mata Cova
Crisanto Darío Mata Cova (* 25. Oktober 1915 in San José de Areocuar, Venezuela; † 9. Januar 1998) war Erzbischof von Ciudad Bolívar.

## Leben
Crisanto Darío Mata Cova empfing am 8. April 1939 das Sakrament der Priesterweihe.
Am 21. Oktober 1949 ernannte ihn Papst Pius XII. zum ersten Bischof von Cumaná. Der Erzbischof von Caracas, Lucas Guillermo Castillo Hernández, spendete ihm am 13. November desselben Jahres die Bischofsweihe; Mitkonsekratoren waren der Bischof von San Cristóbal de Venezuela, Rafael Ignacio Arias Blanco, und der Koadjutorbischof von Calabozo, Antonio Ignacio Camargo.
Am 30. April 1966 ernannte ihn Papst Paul VI. zum Erzbischof von Ciudad Bolívar.
Am 26. Mai 1986 nahm Papst Johannes Paul II. das von Crisanto Darío Mata Cova aus Altersgründen vorgebrachte Rücktrittsgesuch an.
Crisanto Darío Mata Cova nahm an der ersten, zweiten und vierten Sitzungsperiode des Zweiten Vatikanischen Konzils teil.